# Wilhelm Voerg
Wilhelm Ludwig Voerg (* 18. April 1833 in Wimpfen; † 9. Januar 1888 ebenda) war ein hessischer Unternehmer und Politiker (NLP) und Abgeordneter der 2. Kammer der Landstände des Großherzogtums Hessen.
Wilhelm Voerg war der Sohn des Bäckermeisters Wilhelm Friedrich (in amtlichen Dokumenten Wilhelm Friedrich V.) Voerg und dessen Ehefrau Regine Sophie, geborene Siller. Voerg, der evangelischen Glaubens war heiratete Bertha geborene Schneider (1834–1887).
Voerg war Teilhaber der Papierfabrik Wimpfen und Pächter der Stadthallengaststätte „Harmonie“ in Heilbronn.
Von 1887 bis 1888 gehörte er der Zweiten Kammer der Landstände an. Er wurde für den Wahlbezirk Starkenburg 1/Beerfelden gewählt.